# Mary Eily de Putron

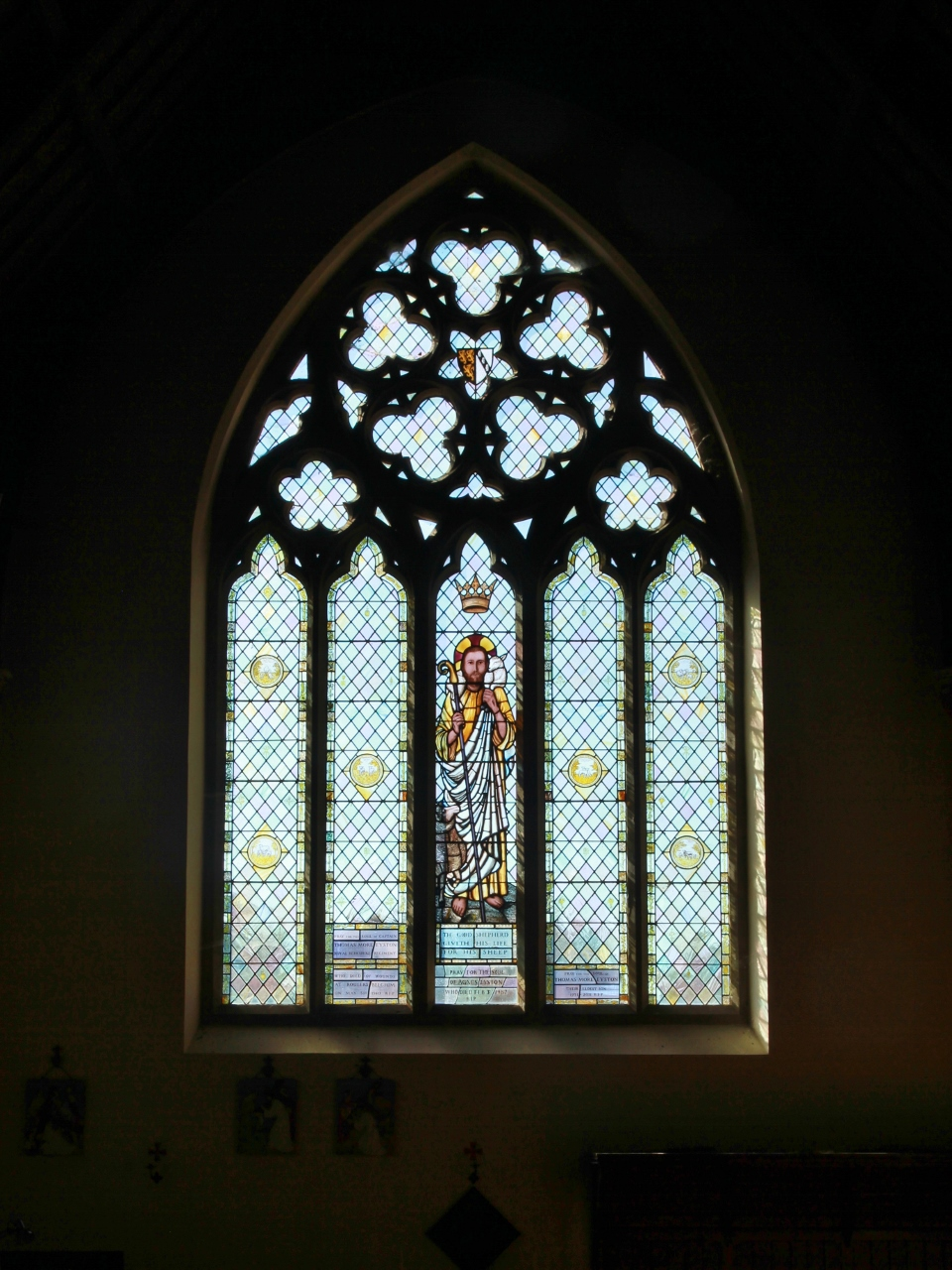
Der gute Hirte, Westfenster, Kirche St. Marien, East Hendred, 1959

Mary Eily de Putron (* 8. Juli 1914 in Dublin; † 9. Februar 1982 auf Guernsey) war eine irisch-britische Archäologin, Glasmalerin und Autorin.

## Leben
Mary Eily de Putron wurde als Tochter von Annie Kate Shaw und Cyril de Putron im Bushy Park in Dublin geboren. Ihre Eltern lernten sich kennen, als ihr Vater als Hauptmann bei den Lancashire Fusiliers in Dublin stationiert war. Er stammte ursprünglich aus Guernsey. Mary Eily war ihr einziges Kind. Sie verbrachten die ersten Jahre ihrer Ehe in Irland und zogen erst auf die Kanalinseln, als Oberst de Putron aus der Armee ausschied. Sie besuchte bis 1931 das Ladies’ College in Saint Peter Port.
Nach der Schule wurde sie archäologische Assistentin und arbeitete mit Vera Collum am Dolmen von Le Dehus und den Ausgrabungen am Galeriegrab von Delancey auf Guernsey sowie mit Mortimer Wheeler und Tessa Wheeler in Verulamium, der römischen Stätte in Hertfordshire. 1933 nahm sie eine Stelle als Forscherin am Irischen Nationalmuseum an. Zuvor hatte sie in Dublin bei der Ausgrabung in Island Bridge gearbeitet, wo beim Bau der Irish National War Memorial Gardens Gegenstände freigelegt worden waren. Im Alter von nur 20 Jahren wurde de Putron zum Mitglied der Archaeological Society of Great Britain and Ireland gewählt. Sie arbeitete weiter an Ausgrabungen in Irland wie dem Cairn von Poulawack, dem Fort in Cahercommaun und den Crannogs in den Counties Offaly, Westmeath und Meath mit Joseph Raftery im Rahmen der dritten archäologischen Mission der Harvard University.
Wenn sie nicht an Ausgrabungen arbeitete, zeichnete de Putron Objekte im Museum, unter anderem in Zusammenarbeit mit der dort tätigen Zeichnerin Eileen Barnes. Als die Mission der Harvard University in Irland im Oktober 1935 zu Ende ging, verließ de Putron das Museum, um am University College London Archäologie zu studieren. Sie schloss ihr Studium im Juni 1938 mit einem Diplom ab. Danach arbeitete sie eine Zeit lang in England und Guernsey mit Ralph Durand und Margaret Guido zusammen. Sie arbeitete auch eng mit Dorothy Liddell und Christopher Hawkes zusammen. Liddell war zu diesem Zeitpunkt bereits erkrankt und bat darum, dass die Arbeit von de Putron zu Ende geführt werden sollte, als sie starb. Trotz des Ausbruchs des Krieges wurden die Berichte später fertiggestellt und durch spätere Arbeiten bestätigt.
Mit Beginn des Zweiten Weltkriegs 1939 kehrte de Putron zunächst nach Hause zurück und ging dann nach England, wo sie der Women’s Auxiliary Air Force in der Abteilung für Verwaltungs- und Sonderaufgaben beitrat. Sie begann als Aircraftwoman 1st Class und wurde 1943 zum Flight Officer befördert. 1945 wurde sie in einer Depesche erwähnt. De Putron erhielt den 1939–1945 Star und die War Medal 1939–1945. Der Ausbruch des Krieges beendete de Putrons Karriere in der Archäologie. Zu diesem Zeitpunkt war ihr Heimatland Guernsey bereits besetzt und ihr Vater und ihr Onkel waren bereits verstorben.
Während des Krieges begann de Putron, im Victoria and Albert Museum zu zeichnen. Dort lernte sie Joan Howson kennen, und die beiden wurden Freundinnen und Partnerinnen. Mit Howson arbeitete sie an den Glasfenstern der Westminster Abbey, von denen sie einige entfernte und ersetzte, damit sie im Krieg nicht beschädigt wurden. Einige der nicht entfernten Fenster, wie die im Kapitelsaal, restaurierte sie zusammen mit Howson bis 1951. Sie arbeiteten auch gemeinsam an der Vorkapelle des New College in Oxford. Durch diese Zusammenarbeit erlangte sie Aufmerksamkeit und begann in der Folge, eigene Fenster zu entwerfen und einzubauen. Sie begann mit der Kapelle des Bradfield College in Berkshire, wo sie 1950 Fensterplaketten anbrachte. Sie gestaltete ein Fenster in der St. Martin’s Parish Church auf Guernsey und der St. Mary’s Catholic Church in East Hendred sowie in der Pfarrkirche von Stoke Climsland in Cornwall. Sie begann, Fenster für Kirchen im ganzen Land anzufertigen, viele davon auf den Kanalinseln. De Putron richtete ihr Atelier und ihre Werkstatt in Fontaine Fleurie ein, wohin sie nach ihrer Rückkehr nach Guernsey zog.
1961 wurde de Putron Mitglied der Société Guernesiaise und gehörte eine Zeit lang dem Vorstand an. Sie war eine begeisterte Gärtnerin und Mitglied der Botanical Society of the British Isles. Aufgrund ihrer Erfahrung in der Archäologie wurde sie in den Unterausschuss des National Trust of Guernsey kooptiert und half Charles Brett bei der Vermessung der Gebäude im Jahr 1975. Sie schrieb für die lokalen Zeitschriften und sie veröffentlichte das Tagebuch ihres Großonkels, des Reverend Pierre de Putron, in der Review of the Guernsey Society. Sie war Autorin eines Bildbandes über Archäologie in Sussex, eines Artikels über das Leben und die Arbeit von Joan Howson im Journal of Stained Glass und verfasste für die Transactions of La Société Guernesiaise den Nachruf auf Thomas Downing Kendrick, den Direktor des British Museum.
De Putron starb 1982 im Princess Elizabeth Hospital in St. Martin an Krebs.

## Nachleben
De Putrons Fenster wurden auf den Weihnachtsbriefmarken von Guernsey aus dem Jahr 1993 abgebildet. Die Briefmarken wurden von Jennifer Toombs entworfen.
Ein Film von ihr als junge Frau im Jahr 1932 befindet sich im Besitz des Cinema Museum in London. Er trägt den Titel Guernsey March 21st - April 6, 1932. M.V.Thomas zu Gast bei Colonel und Frau de Putron und Mary in Lower Bertozerie.